# Altiphylax mintoni
Espèce
Synonymes
- Gymnodactylus mintoni Golubev & Szczerbak, 1981
- Cyrtopodion mintoni (Golubev & Szczerbak, 1981)

Altiphylax mintoni est une espèce de geckos de la famille des Gekkonidae.

## Répartition
Cette espèce est endémique du Khyber Pakhtunkhwa au Pakistan.

## Étymologie
Cette espèce est nommée en l'honneur de Sherman Anthony Minton.

## Publication originale
- Golubev & Szczerbak, 1981 : A new species of the genus Gymnodactylus Spix, 1825 (Reptilia, Sauria, Gekkonidae) from Pakistan. Vestnik Zoologii, vol. 1981, no 3, p. 40-45.